# Жеремі Фрімпонг
Жеремі Фрімпонг (нід. Jeremie Frimpong; нар. 10 грудня 2000, Амстердам) — нідерландський футболіст, захисник англійського клубу «Ліверпуль» та національної збірної Нідерландів.

## Клубна кар'єра
Народився 10 грудня 2000 року в Амстердамі. Вихованець академії «Манчестер Сіті», в якій займався з дев'яти років.
У дорослому футболі дебютував 2019 року виступами за шотландський «Селтік», в якому провів півтора сезони, попри юний вік швидко ставши гравцем основного складу і взявши участь у 36 матчах чемпіонату. У сезоні 2019/20 допоміг «кельтам» зробити требл, вигравши всі три основні національні футбольні турніри Шотландії.
Наприкінці січня 2021 року перебрався до Німеччини, уклавши чотирирічний контракт із клубом «Баєр 04». У 2024 році став чемпіоном Німеччини.
30 травня 2025 року клуб англійської Прем'єр-ліги «Ліверпуль» оголосив про підписання довгострокового контракту з Фрімпонгом.

## Виступи за збірні
2018 року дебютував у складі юнацької збірної Нідерландів (U-19), загалом на юнацькому рівні взяв участь у 3 іграх.
2019 провів дві гри за молодіжну збірну Нідерландів.
13 жовтня 2023 року в матчі відбору до Євро 2024 проти команди Франції Жеремі Фрімпонг дебютував у складі національної збірної Нідерландів.
У травні 2024 року Фрімпонг був викликаний до національної збірної для участі в Євро 2024.

## Титули і досягнення
- Чемпіон Шотландії (1):

«Селтік»: 2019–2020
- Володар Кубка шотландської ліги (1):

«Селтік»: 2019–2020
- Володар Кубка Шотландії (1):

«Селтік»: 2019–2020
- Чемпіон Німеччини (1):

«Баєр 04»: 2023–24
- Володар Кубка Німеччини (1):

«Баєр 04»: 2023–24
- Володар Суперкубка Німеччини (1):

«Баєр 04»: 2024